# かにパルサー
かにパルサー(Crab Pulsar)は、かに星雲の中心部にある中性子星である。

## 概要

ケンブリッジ大学の800nmの波長で撮影したかにパルサーのパルス。

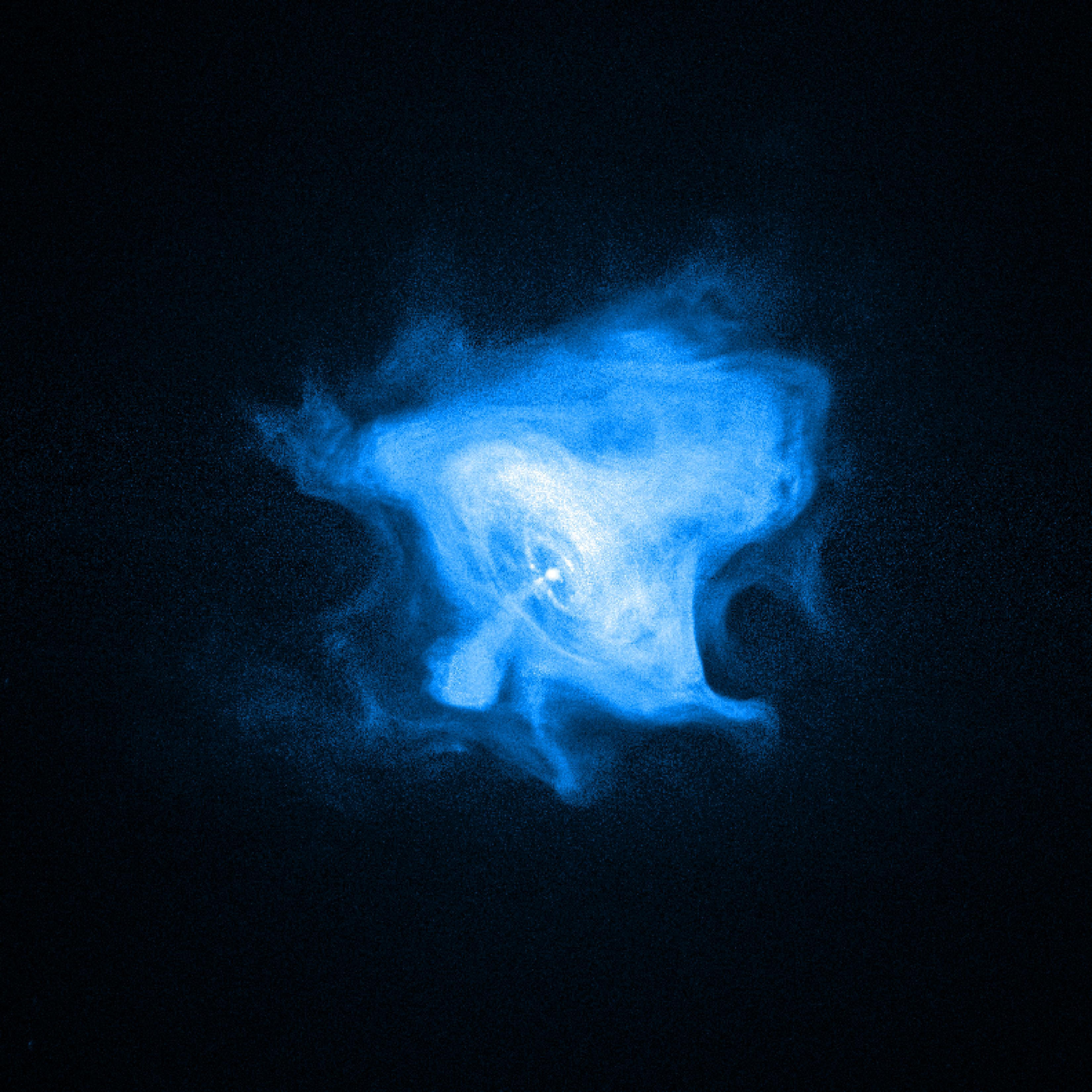
かにパルサーのチャンドラのX線画像。かに星雲の最も内側にあるパルサーとその周囲を取り巻く円盤、そして円盤の中心から噴出している波打つジェットが確認できる。

かにパルサーは、1054年に観測された超新星「SN 1054」で誕生した中性子星である。1968年に発見され、超新星残骸であるかに星雲との関連性が初めて確認された中性子星である。
かにパルサーは33ミリ秒で自転しているパルサーであり、1秒間に約30回転している。この周期で電波からガンマ線にいたるあらゆる波長の電磁波を放出しており、かに星雲を可視光で明るく照らしている。膨大なエネルギーを放出しているので、かにパルサーは1日に38ナノ秒ずつ自転が遅くなっている。
非常に強いX線を放出しており、X線天文学において時間のキャリブレーションに使われる。かにパルサーを示す「クラブ(crab)」と「ミリクラブ(millicrab)」は、天体のエネルギーフラックスの単位として使われる。1ミリクラブは2.4×10-14W/m2である。
「チベット空気シャワー観測装置」で観測された空気シャワーから450TeVと（2019年7月時点で）史上最も高いエネルギーを持つガンマ線が検出された。かにパルサーのパルサージェットによって1015 eV (= 1000 TeV) にまで加速された電子が、宇宙マイクロ波背景放射の光子に衝突して生じたものと考えられている。
1970年に、天文学者のカーティス・ミシェルは、かにパルサーの特定のパターンを説明するために惑星の存在を仮定した。仮説上の惑星は、質量が地球質量の3.28倍以上、パルサーから0.3au離れている。